# 悲しい色やねん
『悲しい色やねん』（かなしいいろやねん、英題：Love and Action in Osaka）は、小林信彦が1987年に発表した短編小説（『小説新潮』1988年1月号に発表、1987年12月に新潮文庫から刊行された短編集『悲しい色やねん』にも収録）。また、これを原作とした1988年公開の日本映画である。
映画化前提で題名も決まった状態で小林に「原作小説の執筆」の依頼がされたもの。
小林自身も「映画はプロットが違う」と書いているが、「映画での主人公のヤクザ」は小説では間接的にしか登場せず、主な登場人物は作家（語り手、小林の分身）と関西の若手落語家である。また小説中で、題名のモチーフとなったと思われる上田正樹「悲しい色やね」にも言及される。

## あらすじ
大反で一大勢力を誇る夕張組の一人息子・夕張トオルは、家業を継がずエリート銀行マンとして成功していたが、父の夕張組組長・寿美雄が組解散を願って巡る四国お遍路の先で、喧嘩沙汰を起こして入院。その相手が夕張と勢力を二分する三池組傘下のヤクザだったため、あわや大阪戦争の危機に！抗争を回避したのは、トオルと、彼の高校の同級生で三池組幹部の桐山恵だった。再び友情を確かめる二人。だが、トオルが夕張組を極道稼業から実業へと転身させ、巨大なビジネス・ゲームを目論んだため、勢力拡大を急ぐ三池組との確執が再び発生。トオルと桐山を取り巻く人々をも巻き込んで、一気に関西大抗争へ！

## 映画

### キャスト
- 夕張トオル：仲村トオル
- 桐山恵：髙嶋政宏
- 堂上マコ：藤谷美和子
- 御殿山ミキ：石田ゆり子
- 藤倉芽衣子：橘ゆかり
- 保名おどり：森尾由美
- 内山等：秋野太作
- 盛山昇：イッセー尾形
- 色源：上田正樹
- 三池太：小林薫
- 夕張多喜子：松居一代
- 倉井けん：津村鷹志
- 東上二郎：加藤善博
- 白金律雄：阿藤海
- 山田期雄：加藤武
- 御殿山大介：北村和夫
- 関部守：江波杏子
- 夕張寿美雄：高島忠夫

### スタッフ
- 監督：森田芳光
- 企画：藤峰貞利
- プロデューサー：黒澤満、青木勝彦
- 脚本：森田芳光
- 原作：小林信彦
- 撮影：前田米造
- 美術：中澤克巳
- 照明：矢部一男
- 音楽：梅林茂
- 音楽プロデューサー：高桑忠男
- 主題歌：上田正樹「悲しい色やね」（作詞：康珍化、作曲・編曲：林哲司、レーベル：CBS・ソニー）
- 録音：橋本文雄
- 編集：冨田功
- 助監督：鈴木元
- スチール：井本俊康
- 製作協力：セントラルアーツ
- 配給：東映
- 東映=サンダンス・カンパニー提携作品

### 製作
企画はサンダンス・カンパニーの古澤利夫（藤崎貞利）（詳細は『それから』を参照）。最初から仲村トオル主演映画として企画された。